# 北岳中学
北岳中学位于山西省大同市城区东部的铁牛里，是大同市重点中学 ，直属大同市教育局管辖 。学校创建于1986年9月10日，总占地面积50.5亩，建筑面积20000余平方米。
北岳中学获得了市级文明单位，市先进基层党组织，市十佳青年示范群体创建单位，省级绿色学校等荣誉。
根据大同市现行城市规划，北岳中学是御河西侧保留并扩建的中学之一，扩建工程已经在2010年5月30日开工。 根据计划，大同市将征收原校区东北方向的土地，扩大校区面积，将小学部搬迁到中学北部，并且将城区八小、城区三十小并入 。扩建后增加高中部。计划中，扩建后的校区占地135亩（含小学校区15亩，中学校区120亩）；学校在校生总人数将由4000余人增至近7000人。扩建之后，小学部由4轨22个教学班增至6轨36个教学班，容纳在校生1800人；初中从12轨36个教学班增至18轨54个教学班，容纳在校生2970人；高中部设12轨36个教学班，容纳在校生1980人。新校区内计划建设教学楼、实验楼、科技图书楼、体育馆、行政楼、公寓食堂等。

## 建制
- 小学部 6年制
- 初中部 3年制

## 历任校长
- 张撤
- 白佩璜（1997年至2002年5月）
- 皇甫世江（2002年5月）